# Gheorghe Fazekas
Gheorghe Fazekas, né le 27 janvier 1958 à Odorheiu Secuiesc en Roumanie, est un patineur artistique roumain.

## Biographie

### Carrière sportive
Gheorghe Fazekas est double champion de Roumanie en 1969 et 1972.
Il représente son pays à six championnats européens (1969 à Garmisch-Partenkirchen, 1970 à Léningrad, 1971 à Zurich, 1972 à Göteborg, 1973 à Cologne et 1974 à Zagreb), trois mondiaux (1971 à Lyon, 1973 à Bratislava et 1974 à Munich) et aux Jeux olympiques d'hiver de 1972 à Sapporo.
Il arrête les compétitions sportives après les mondiaux de 1974.

## Palmarès
| Compétition              | 1969 | 1970 | 1971 | 1972 | 1973 | 1974 |  |  |  |  |  |  |  |  |  |  |  |  |  |
| Jeux olympiques d'hiver  |      |      |      | 17e  |      |      |  |  |  |  |  |  |  |  |  |  |  |  |  |
| Championnats du monde    |      |      | 21e  |      | 23e  | 24e  |  |  |  |  |  |  |  |  |  |  |  |  |  |
| Championnats d'Europe    | 22e  | 22e  | 18e  | 18e  | 18e  | 23e  |  |  |  |  |  |  |  |  |  |  |  |  |  |
| Championnats de Roumanie | 1er  |      |      | 1er  |      |      |  |  |  |  |  |  |  |  |  |  |  |  |  |
|                          |      |      |      |      |      |      |  |  |  |  |  |  |  |  |  |  |  |  |  |